# 792

## Догађаји
- Википедија:Непознат датум — Владавина династије Абасида у Багдаду.
- Википедија:Непознат датум — Битка код Маркелија: Цар Константин VI води византијске експедиционе снаге у северну Тракију. У граничном замку Маркеле, у близини модерног града Карнобата (Бугарска), Бугари под Кардамом побеђују Византинце.

- Пролеће – Цар Константин VI гуши побуну и враћа своју мајку царицу Ирену на њен ранији положај ко-царице Византијског царства. Супарничке фракције у Цариграду настављају своје интриге против цара Константина VI.
- Вестфалци устају против Саксонаца, као одговор на насилно регрутовање за ратове против Авара. Међутим, Пепин, поткраљ Северне Италије и син краља Карла Великог, наставља рат и осваја знатан плен од Авара.
- Син Карла Великог Пепин Грбави покушава да се побуни против њега уз помоћ неких франачких племића. Завера је откривена и Пепин је протеран у манастир у Пруму.
- Септембар – Краљ Етелред I од Нортумбрије жени се принцезом Елфлед, ћерком краља Офе од Мерсије, у Катерику. Немири у Нортамбрији искушавају прогнаног краља Осреда II да се врати у своје краљевство са острва Ман. Његове присталице га напуштају, а Осреда II убијају Етелредови људи код Ајнбурга.